# Galerucinae

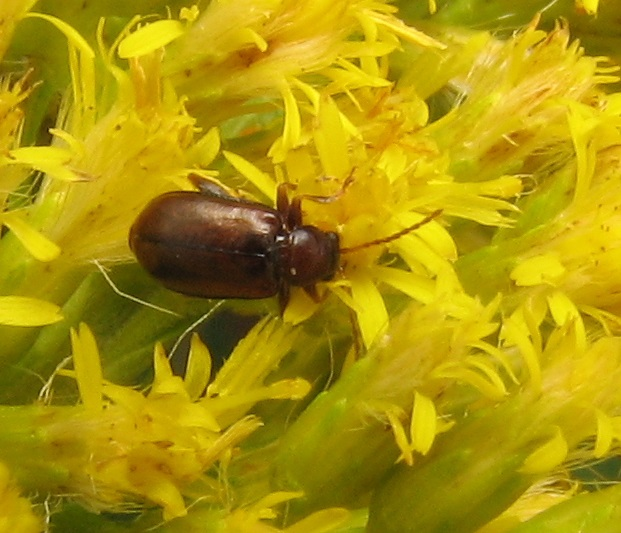
Luperaltica nigripalpis

Galerucinae là một phân họ lớn bọ cánh cứng trong họ Chrysomelidae, gồm khoảng 15.000 loài, phân loại trong hơn 1.000 chi. Trong đó có khoảng 500 chi chứa 8.000 loài thuộc tông Alticini.

## Hình ảnh

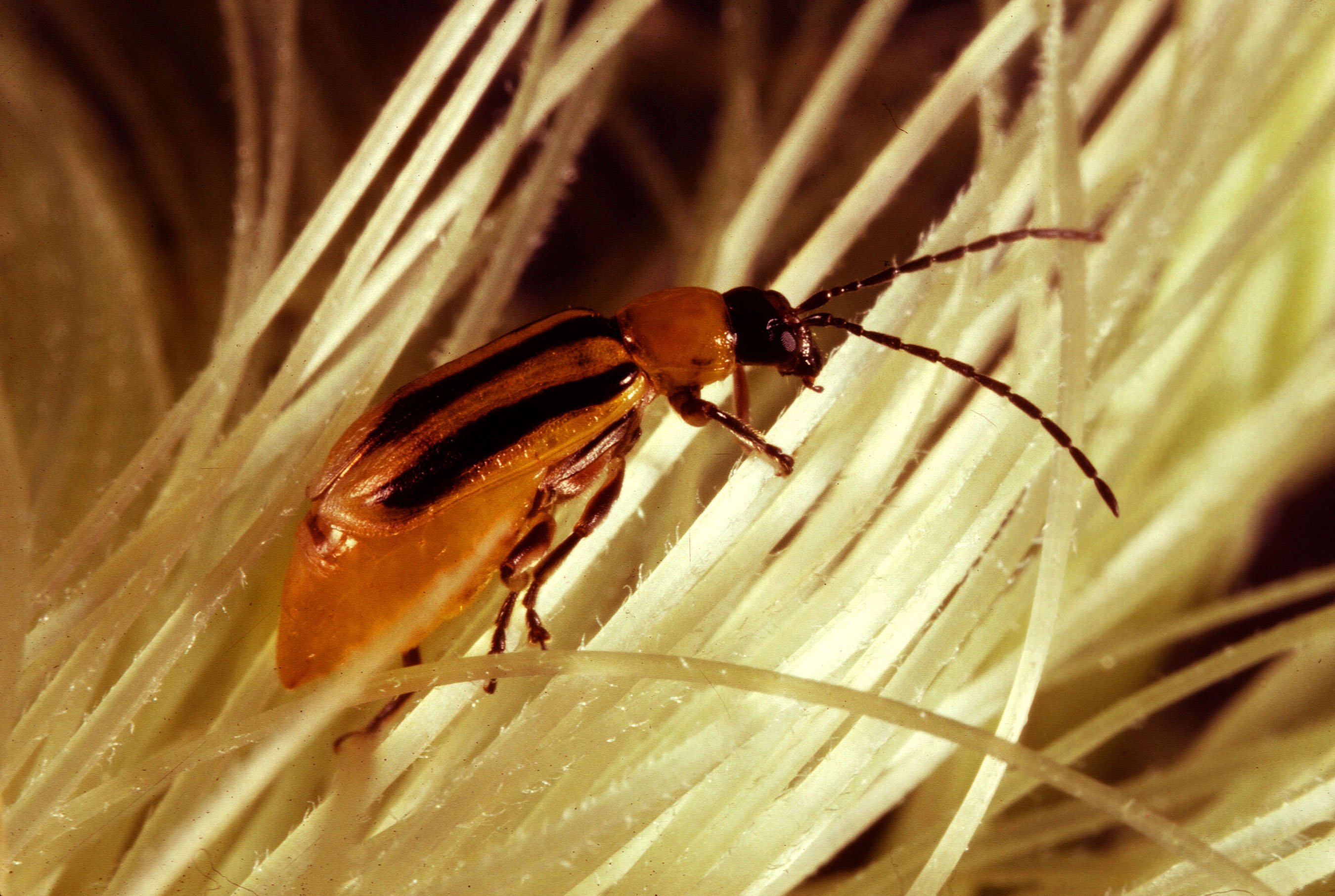
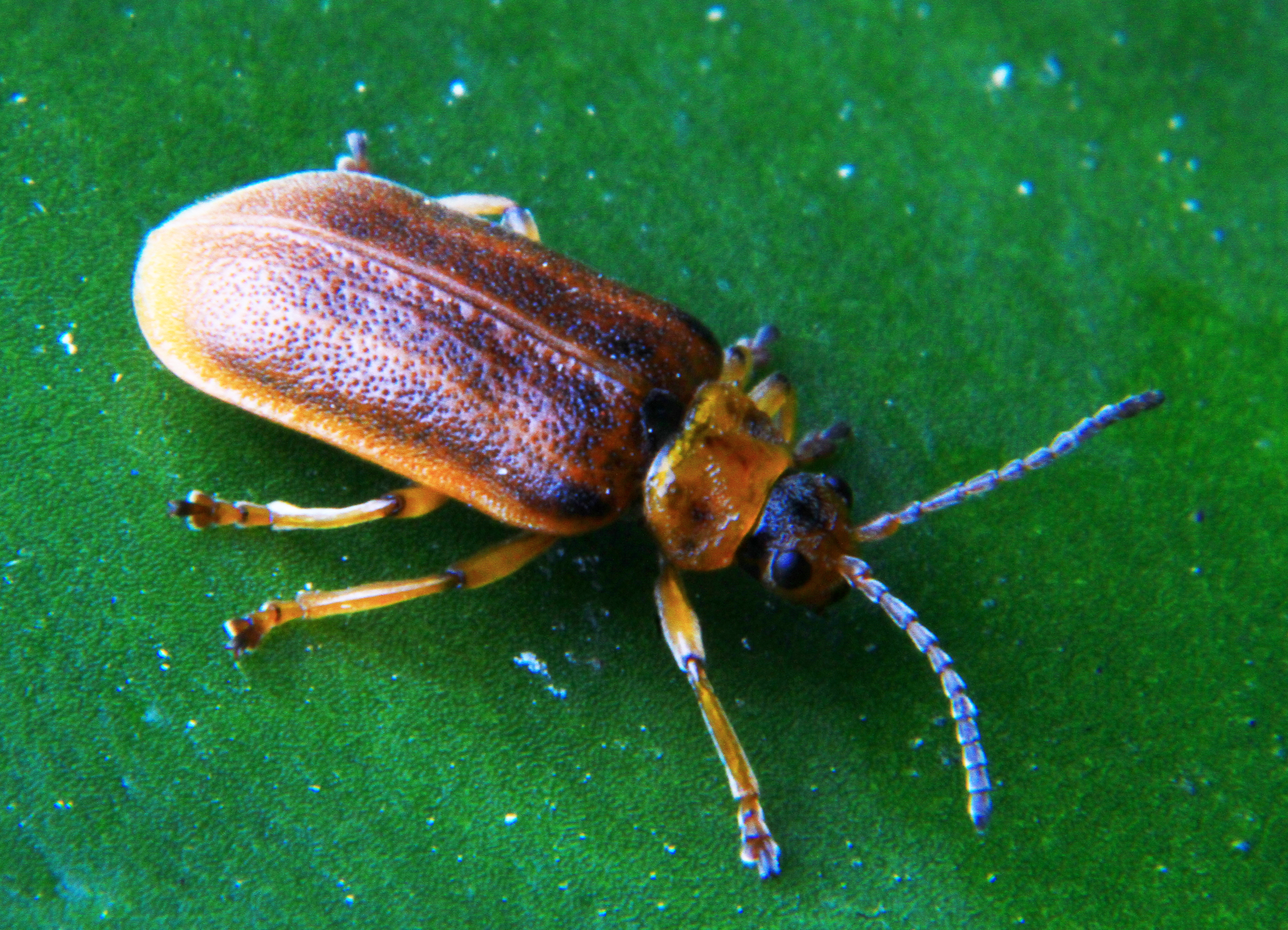
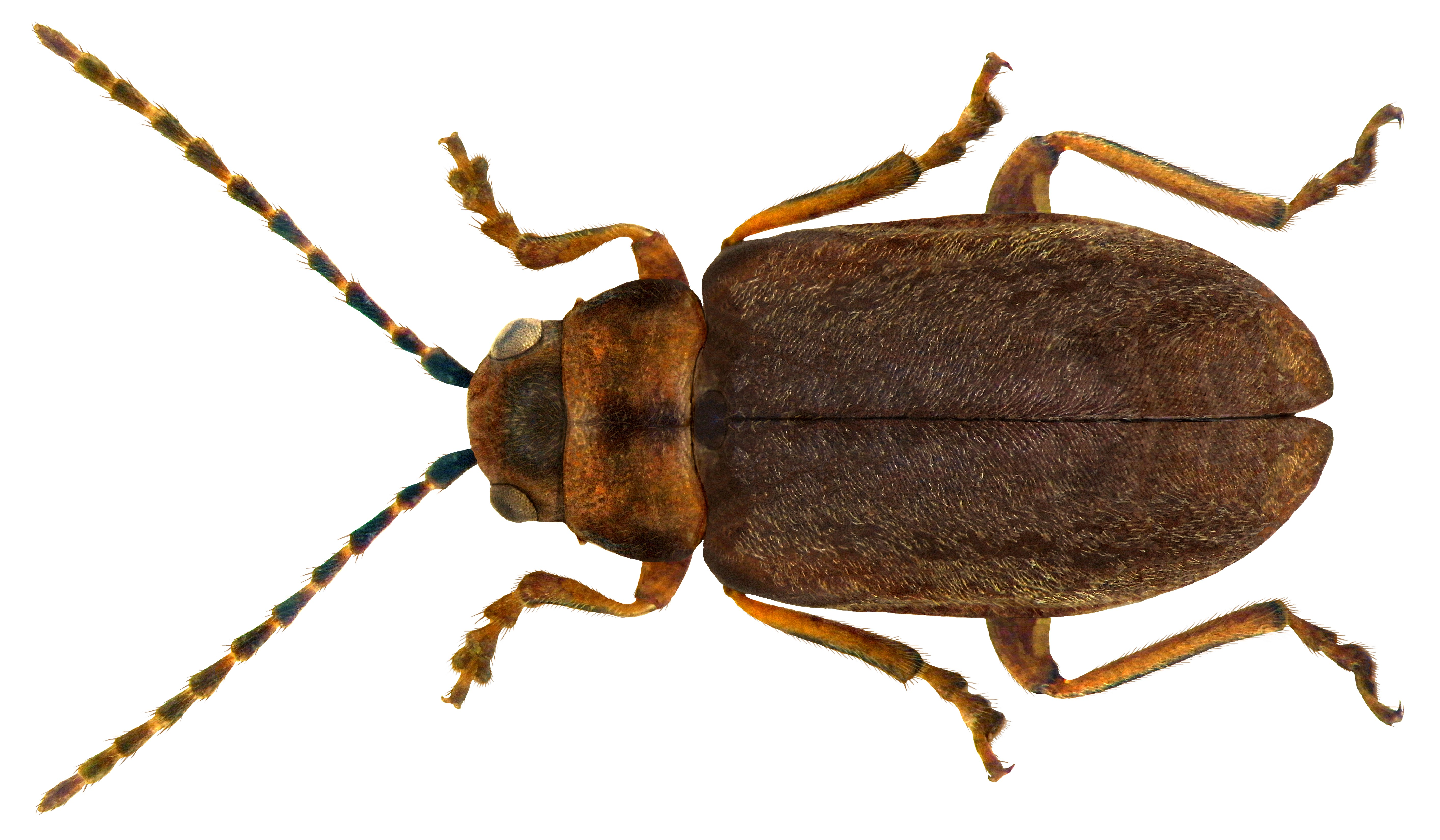
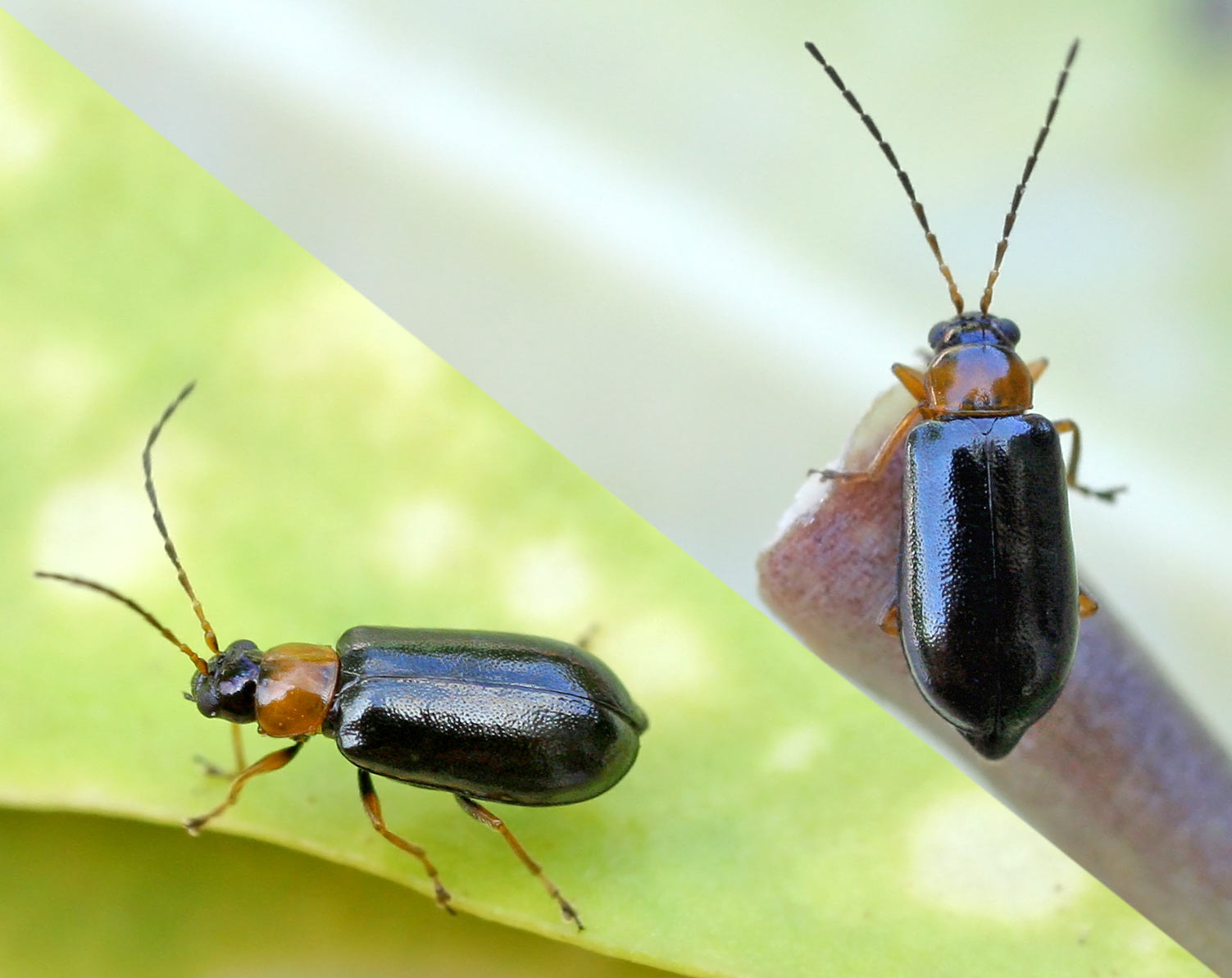

## Một số chi tiêu biểu
- Acalymma
- Agelastica
- Aplosonyx
- Arima
- Asbecesta[5]
- Aulacophora
- Belarima
- Calomicrus
- Cneorane
- Diorhabda
- Diabrotica
- Euluperus
- Exosoma
- Falsoexosoma
- Galeruca
- Galerucella
- Leptomona
- Lochmaea
- Longitarsus Latreille, 1829
- Luperus
- Marseulia
- Menippus Clark, 1864
- Monolepta
- Normaltica
- Nymphius
- Oides Weber, 1801
- Phyllobrotica
- Poneridia
- Psylliodes
- Pyrrhalta
- Sermylassa
- Theone
- Trirhabda
- Xanthogaleruca
- Yingaresca Bechyné, 1956